# 痛覚過敏
痛覚過敏（つうかくかびん、英: Hyperalgesia）は､en:International Association for the Study of Painによれば、"通常痛みを引き起こす刺激からの痛みが増した状態"（Increased pain from a stimulus that normally provokes pain.）と定義されている。これに対して、アロディニアは、通常痛みを引き起こさない刺激から痛みを感じる状態である。ただしこれらの定義は閾値と刺激の強さの関係から過去に改訂が行われており、最新の状況は確認しがたい。ここでは、入手可能な日本語の文献を出典とする範囲で述べる。
痛覚過敏は、外傷を受けた直後の皮膚などで、刺激を受けると外傷前よりも痛むといった、一般的にみられる過敏性の反応である。

## アロディニアと痛覚過敏
刺激の強さに対して痛み感覚の強さの応答が、弱い刺激に対して正常より強く感じるのが痛覚過敏であり、その結果、非侵害性の刺激に対しても痛みとして感じるのがアロディニアである。

## オピオイドによる痛覚過敏
慢性疼痛といった場合に、麻薬系の比較的強い鎮痛薬であるオピオイドを用いて疼痛管理を行うことがあるが、オピオイドの急性耐性 （acute opioid tolerance） の発現、またオピオイドによる痛覚過敏 （en:Opioid-induced hyperalgesia：OIH） により、急に鎮痛効果が得られなくなることがある。
OIHは特にオピオイド使用を急激に減量・中止する時などに発症する。急性耐性とOIHは区別しがたいが、実際問題として区別することに意味はない。
OIHについては、批判もあって依然として議論されている。